# Condado de Csanád
Csanád fue un condado administrativo del Reino de Hungría. Su territorio es ahora parte de Hungría, excepto una pequeña área que es parte de Rumania. La capital del condado era Makó.

## Geografía
El Condado de Csanád compartía fronteras con los condados húngaros de Csongrád, Békés, Arad y Torontál. El río Maros (ahora Mureş) formó su frontera sur. Su superficie era de 1714 km 2 hacia 1910.

## Historia

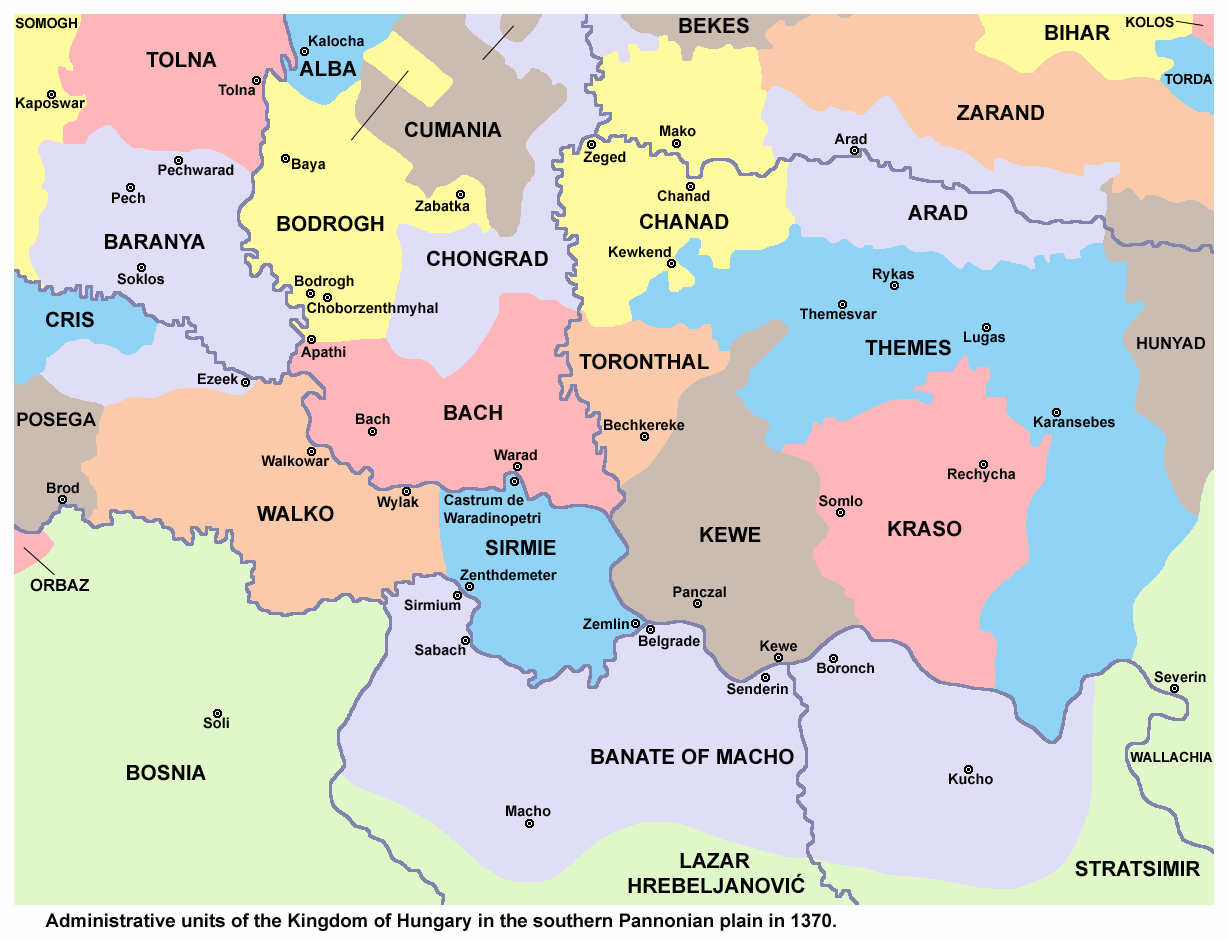
El Condado de Csanád alrededor de 1370

El territorio del condado pasó a formar parte del Reino de Hungría en la primera mitad del siglo XI cuando Esteban I de Hungría derrotó a Ahtum, el gobernante local. El condado recibió su nombre del comandante del ejército real, Csanád. El rey nombró a Gerardo Sagredo primer obispo de Csanád. El condado era inicialmente mucho más grande, incluía territorios de los condados posteriores de Temes, Arad y Torontál. La primera sede del condado fue Csanád (actual Cenad, Rumania).
El territorio del condado pasó a formar parte del Imperio otomano en el siglo XVI. La estructura del asentamiento fue destruida casi por completo durante las guerras habsburgo-otomanas. En el Tratado de Karlowitz, el Imperio otomano renunció a sus reclamos sobre los territorios al norte del río Maros (Mureș). El Condado de Csanád se reorganizó en los territorios devueltos (con un territorio muy reducido). Makó se convirtió en la sede del condado reorganizado.
Después de la Primera Guerra Mundial, el condado fue ocupado por el ejército rumano. En 1920, el Tratado de Trianón asignó una pequeña área en el sureste del condado (Nădlac y Șeitin) a Rumania. El resto del condado se unió con partes del Condado de Torontál (un área pequeña al sur de Szeged) y el Condado de Arad (un área pequeña al sur de Békéscsaba) para formar el nuevo condado de Csanád-Arad-Torontál en 1923.

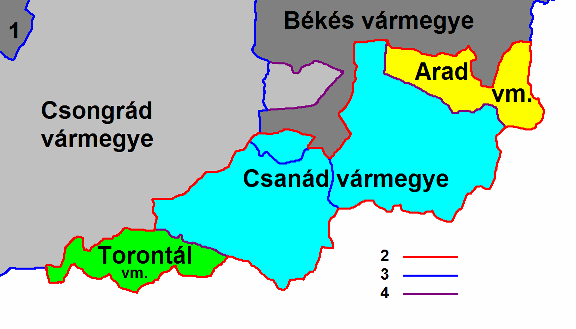
Condados de Csanád, Arad y Torontál después del Tratado de Trianon. En 1923, los tres condados se fusionaron para formar el Condado de Csanád-Arad-Torontál.

Después de la Segunda Guerra Mundial, el condado fue recreado, pero en 1950 se dividió entre los condados húngaros de Békés y Csongrád sin embargo, desde el 4 de junio de 2020, este último pasó a llamarse Condado de Csongrád-Csanád. La parte rumana del antiguo condado de Csanád es ahora parte del distrito rumano de Arad.

## Demografía
El Condado de Csanád era uno de los condados más densamente poblados del Reino de Hungría. Los húngaros formaron una mayoría étnica en todos los distritos, excepto en el distrito de Nagylak. La mayor parte de los eslovacos y rumanos vivían en el distrito de Nagylak, los serbios en el distrito de Battonya.

### 1900
En 1900, el condado tenía una población de 140 007 personas y estaba compuesto por las siguientes comunidades lingüísticas:
Total:
- Alemán: 1182 (0,8%)
- Rumano: 13 892 (10,0%)
- Serbio: 3981 (2,8%)
- Húngaro: 103 242 (73,8%)
- Eslovaco: 17 274 (0,6%)
- Croata: 1 (0,0%)
- Ruteno: 72 (0,1%)
- Otro o desconocido: 273 (0,2%)

Según el censo de 1900, el condado estaba compuesto por las siguientes comunidades religiosas:
Total:
- Cristianos ortodoxos: 16 567 (11,8%)
- Católicos: 71 610 (51,3%)
- Católicos griegos: 4520 (3,2%)
- Luteranos: 18 384 (13,1%)
- Judíos: 3254 (2,3%)
- Calvinistas: 25 234 (18,0%)
- Unitarios: 33 (0,0%)
- Otro o desconocido: 405 (0,3%)

### 1910

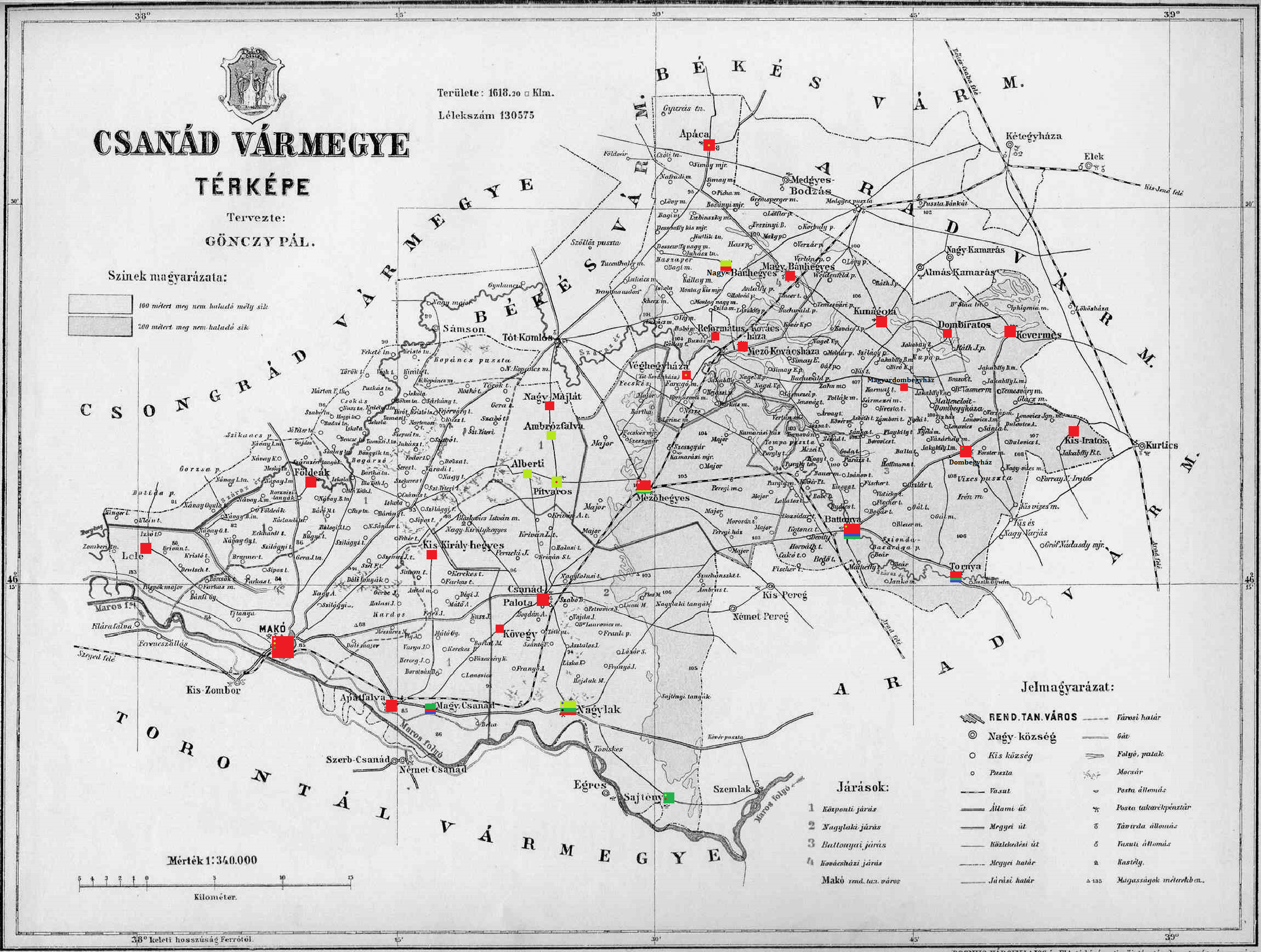
Mapa étnico del condado con datos del censo de 1910 (ver la clave en la descripción).

En 1910, el condado tenía una población de 145 249 personas y estaba compuesto por las siguientes comunidades lingüísticas:
Total:
- Rumano: 14 046 (9,7%)
- Alemán: 1013 (0,7%)
- Húngaro: 108 621 (74,8%)
- Serbio: 3967 (2,7%)
- Eslovaco: 17 133 (11,8%)
- Croata: 8 (0,0%)
- Ruteno: 119 (0,1%)
- Otro o desconocido: 341 (0,2%)

Según el censo de 1910, el condado estaba compuesto por las siguientes comunidades religiosas:
Total:
- Cristianos ortodoxos: 16 851 (11,6%)
- Católicos: 76 076 (52,4%)
- Luteranos: 19 095 (13,1%)
- Católicos griegos: 4438 (3,1%)
- Calvinistas: 24 897 (17,1%)
- Judíos: 3353 (2,3%)
- Unitarios: 160 (0,0%)
- Otro o desconocido: 118 (0,1%)

## Subdivisiones
A principios del siglo XX, las subdivisiones del Condado de Csanád eran:
| Distritos (járás)                           | Distritos (járás)          |
| Distrito                                    | Capital                    |
| ------------------------------------------- | -------------------------- |
| Battonya                                    | Battonya                   |
| Központ                                     | Makó                       |
| Mezőkovácsháza                              | Mezőkovácsháza             |
| Nagylak                                     | Nagylak (Romanian: Nădlac) |
| Distritos urbanos (rendezett tanácsú város) |                            |
| Makó                                        |                            |

La ciudad de Nădlac pertenece ahora a Rumania; las otras ciudades mencionadas pertenecen ahora a Hungría.

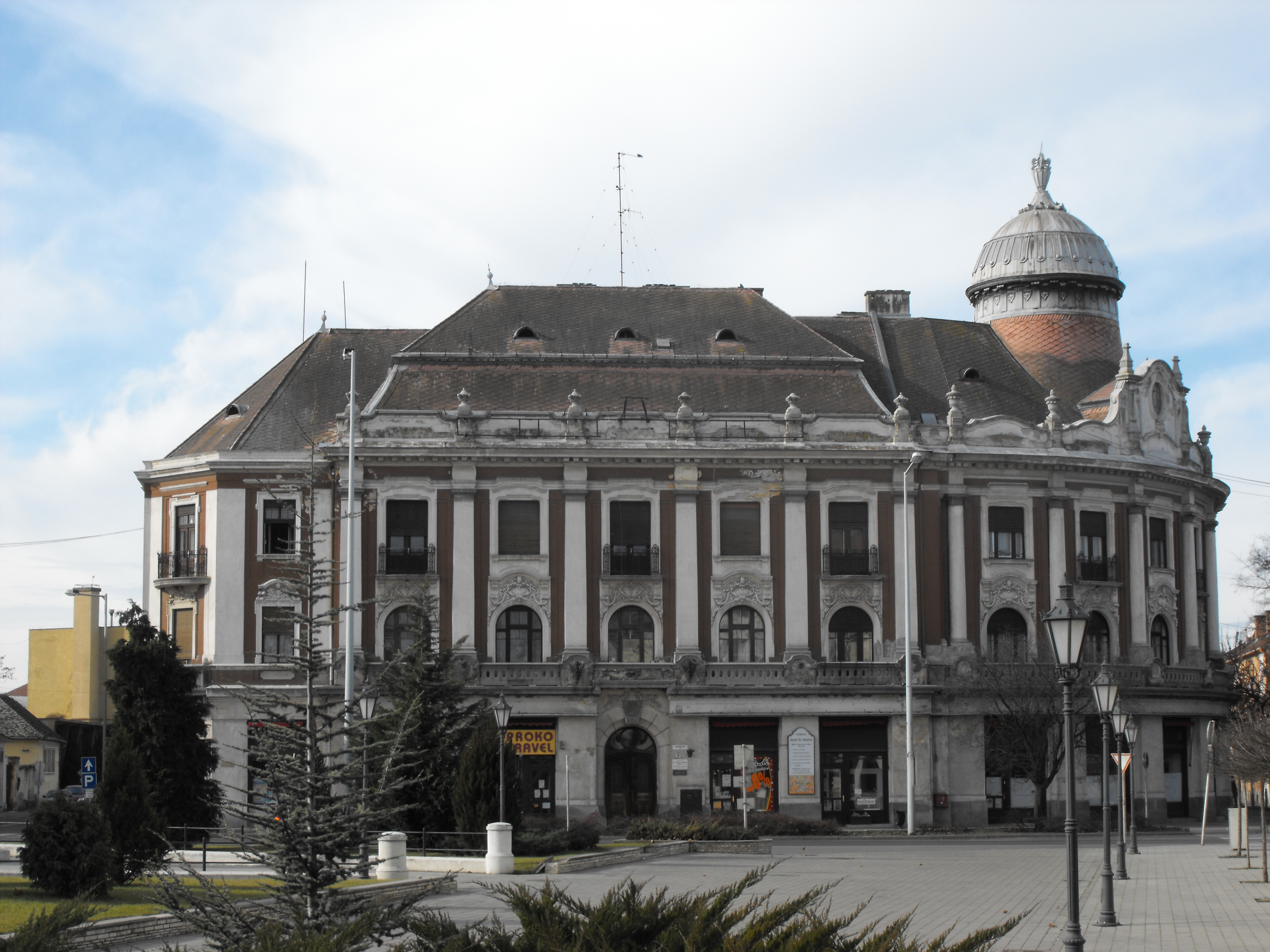
Palacio de Tenants, Makó.